# Телуриди (мінерали)
Телури́ди — клас мінералів, сполуки телуру з електропозитивними елементами, г.ч. з металами.
Телуриди — тип мінералів, що відноситься до класу сульфідів і є сполуками металів і деяких напівметалів з телуром. У природі відомі сполуки телуру, перш за все, із золотом, платиною, сріблом, міддю, ртуттю, свинцем, нікелем, кобальтом, залізом, бісмутом, стибієм та арсеном. За хімічним складом багато телуридів, арсенідів, антимонідів і бісмутидів мають зв'язки переважно металевого типу і можуть розглядатися як окремий випадок інтерметалідів.
Теллур володіє кларком в сто разів нижчим, ніж кларк селену і належить до рідкісних елементів: вміст його в земній корі становить всього 0,000001 % (мас). Тим не менш, до групи телуридів входить порівняно велика кількість самостійних мінералів, близько чотирьох десятків, більшість з яких досить рідкісні і не утворюють родовищ промислового масштабу.

## Загальний опис
Телуриди непрозорі, вони мають високу відбивну здатність і металевий блиск, яскравий на свіжих сколах і поступово тьмяніє на повітрі. Правильно сформовані кристали зустрічаються дуже рідко. Найчастіше телуриди мають ізометричний зовнішній вигляд, рідше пластинчастий або голчастий. Забарвлення телуридів визначається наявністю у складі елементів-хромофорів, яскраво забарвлені телуриди зустрічаються нечасто. Твердість усіх телуридів дуже низька, вона знаходиться в межах від 1,5 (телуробісмутит) до 3,5 (рикардит) за шкалою Мооса. При цьому телуриди, складені важкими елементами, відрізняються досить високою густиною — в межах від 6 (вейсит) до 9,4 г/см3 (калаверит). Генезис телуридів майже виключно гідротермальний.
Загальна формула: М2Ten (n — ступінь окиснення металу). Їх можна розглядати як похідні телурану Н2Те. Зустрічаються у вигляді природних мінералів, напр., геситу Ag2Te, рикардиту Cu4Te3. Відомі телуриди Ag, Hg, Au, Bi, Pb, Ni, Fe зустрічаються разом з сульфідами у гідротермальних родовищах. Телуриди металів I, II, IV, V або VIII груп періодичної системи елементів у природі зустрічаються у вигляді мінералів: геситу Ag2Te, колорадоїту HgTe, сильваніту AgAuTe4, алтаїту PbTe, телуробісмутиту Bi2Te3 та ін. Деякі телуриди благородних металів — цінні золоті руди (нагіагіт, сильваніт, кренерит та ін). Кристали телуридів відзначаються напівпровідниковими властивостями. ГДК у воді 0,01 мг/м3.